# Barronopsis
Barronopsis là một chi nhện trong họ Agelenidae.